# Анжеліка Костелло
Крістал Крафт (англ. Crystal Craft, нар. 5 червня 1978, Платтсбург, Нью-Йорк, США), відома як Анжеліка Костелло (англ. Angelica Costello) — колишня американська порноакторка.

## Біографія
Має італійське і індіанське походження. Втратила цноту у 14 років. 
Вперше з'явилася у порнофільмі Еда Пауерса «Dirty Debutantes» (1998), після чого в червні 1999 року була названа «Кішечкою місяця» за версією порножурналу «Penthouse». Знімалася з такими порностудіями, як Metro, Vivid, Rosebud, Sin City, Elegant Angel, Bang Productions, Zero Tolerance, Pulse Distribution і West Coast Productions).
Пізніше покинула порноіндустрію. 
За даними на 2020 рік знялася в 558 порнофільмах.

## Премії і номінації
- 2003 AVN Award номінація в категорії «Best All-Girl Sex Scene — Film» Paying the Piper (з Claudia Adkins, Dascha, Алана Еванс, Renee LaRue і Рейлін)
- 2005 XRCO Award номінація в категорії «Sex Scene — Couple» — Stuntgirl (з Мануелем Фераррою)
- 2005 AVN Award перемога в категорії «краща парна сцена, відео» — Stuntgirl (з Мануелем Фераррою)[5]
- 2005 AVN Award перемога в категорії «сцена групового сексу, відео» — Orgy World 7 (з Аріаною Джоллі, Тайлером Найтом, Байроном Лонгом та іншими)[6]
- 2005 AVN Award номінація в категорії «Best Threeway Sex Scene» — Lost Angels: Wanda Curtis (з Вандою Кертіс і Ентоні Хардвудом)[7]
- 2005 AVN Award номінація в категорії «Best Anal Sex Scene — Video» — Sodomy Law of the Land
- 2005 AVN Award номінація в категорії Найкраща виконавиця року
- 2006 AVN Award номінація в категорії Найкраща виконавиця року
- 2006 AVN Award номінація в категорії «Best Anal Sex Scene — Video» — Ass Quake
- 2006 AVN Award номінація в категорії «Best Sex Scene in a Foreign-Shot Production» — Who Fucked Rocco?
- 2006 AVN Award номінація в категорії «Best All-Girl Sex Scene — Video» — Babes Illustrated 15 (з Одрі Холландер і Меліса Лорен)
- 2007 AVN Award номінація в категорії «Best Group Sex Scene — Film» Fade to Black 2[8]